# Fédération de Zanzibar de football
La Fédération de Zanzibar de football (Zanzibar Football Association (en) ZFA) est une association regroupant les clubs de football de Zanzibar et organisant les compétitions nationales et les matchs internationaux de la sélection de Zanzibar.

## Histoire
La fédération nationale de Zanzibar est fondée en 1926. Elle n'est pas affiliée à la FIFA mais est membre associée de la CAF ; les clubs peuvent par exemple participer aux compétitions continentales.
Le 16 mars 2017, la Fédération de Zanzibar de football est officiellement reconnue comme membre à part entière de la Confédération africaine de football ; néanmoins, ce statut est révoqué en juin 2017, les statuts de la CAF interdisant deux associations pour un seul et même pays.